# Armand-Jean du Plessis de Richelieu
(Alexandre Dumas, I tre moschettieri, cap. 6, Il signor Bonacieux)
Armand-Jean du Plessis (AFI: [aʁmɑ̃ ʒɑ̃ dy plɛsi]) duca di Richelieu (AFI: [ʁiʃəljø]), noto soprattutto come cardinale Richelieu (Parigi, 9 settembre 1585 – Parigi, 4 dicembre 1642) è stato un cardinale, politico e vescovo cattolico francese.
Fu nominato primo ministro dal re Luigi XIII di Francia.
Grande uomo politico, fu molto abile nel rafforzamento della monarchia francese in direzione assolutista, monarchia che, grazie alla sua azione, fu più potente rispetto a quella del precedente sovrano, Enrico IV di Borbone, con il suo più stretto collaboratore, il duca di Sully. Richelieu, di fatto, ridusse drasticamente il potere della nobiltà, favorendo lo sviluppo della borghesia ed allo stesso tempo la centralità e l'influenza del re. Tra i propositi di Richelieu alla guida dello Stato c'erano infatti proprio il rafforzamento del potere del re e la volontà di fare della Francia la più grande potenza d'Europa. A tal fine istituì anche la figura dell'intendente, ossia un rappresentante diretto del re nelle province, in evidente contrasto con gli interessi della nobiltà locale.
Per raggiungere l'obiettivo, Richelieu si scontrò quindi sia con i nobili sia con i protestanti, e cioè con i calvinisti francesi chiamati ugonotti: contro di essi Richelieu usò, quando necessario, la forza. Per fare della Francia la prima potenza europea, Richelieu, seguendo la sua raison d'État, decise di far intervenire l'esercito francese nella guerra dei trent'anni contro la Spagna e l'Austria, ottenendo numerosi successi.

## Biografia

### Infanzia
Nato nel 1585 a Parigi, era figlio di François du Plessis, signore di Richelieu, militare e cortigiano che prestò servizio come grand prévôt de France e disarmò Jacques Clément, e di Susanne de La Porte, figlia di un noto giurista. Quarto di cinque figli, era destinato a una carriera militare, ma si trovò ad affrontare invece una carriera ecclesiastica, nel 1605, al posto del fratello maggiore Alphonse, che l'aveva rifiutata.

### Educazione teologica
Il padre morì il 10 giugno 1590 di una febbre perniciosa, lasciandolo orfano a soli 5 anni, con gli altri fratelli e sorelle, anch'essi in tenera età, essendo tutti nati fra il 1578 e il 1585. Cominciò a vent'anni i suoi studi in teologia per essere nominato già l'anno successivo vescovo di Luçon da parte del re Enrico IV e ottenere la stessa investitura anche dal papa Paolo V pochi mesi dopo, il 17 aprile 1607. Per poterla conferire gli venne elargita una dispensa speciale per permettere una nomina a così alta prelatura già prima dei 21 anni. 

### Carriera politica
Nel 1614 cominciò anche la sua carriera politica, quando riuscì a farsi eleggere deputato per il clero negli Stati Generali del 1614. Nel novembre dello stesso anno venne nominato dalla reggente Maria de' Medici gran cerimoniere alla corte della regina Anna d'Austria, cosa che gli permise di entrare nel consiglio del re di Francia e assumere il compito di segretario di Stato per l'interno e la guerra. Suo collaboratore e consigliere non ufficiale fu, dal 1612, il cappuccino François Leclerc du Tremblay, padre Giuseppe, conosciuto come l'eminenza grigia.
In presenza della regina madre fece il suo primo discorso importante, elogiando il governo, il 23 febbraio 1615. Nel 1617 l'assassinio di Concino Concini, il favorito di Maria de Medici, istigato dal re Luigi XIII e preparato dal suo favorito Charles de Luynes, portò a un periodo di isolamento di Richelieu dalla vita politica, avendo egli seguito la sovrana confinata dal figlio a Blois ed essendosi poi ritirato ad Avignone per dedicarsi agli studi di teologia.
Richiamato a Parigi con l'incarico di negoziare un accordo tra la regina madre e suo figlio, riuscì a riavvicinarli nel 1621, acquisendo fama di abilissimo negoziatore e ricevendo, in cambio dei servizi forniti, la nomina a cardinale: la nomina fu ratificata ufficialmente a Lione il 12 dicembre 1622, ma Armand non si recò mai a Roma per ritirare la berretta e il titolo.

### Primo ministro di Francia

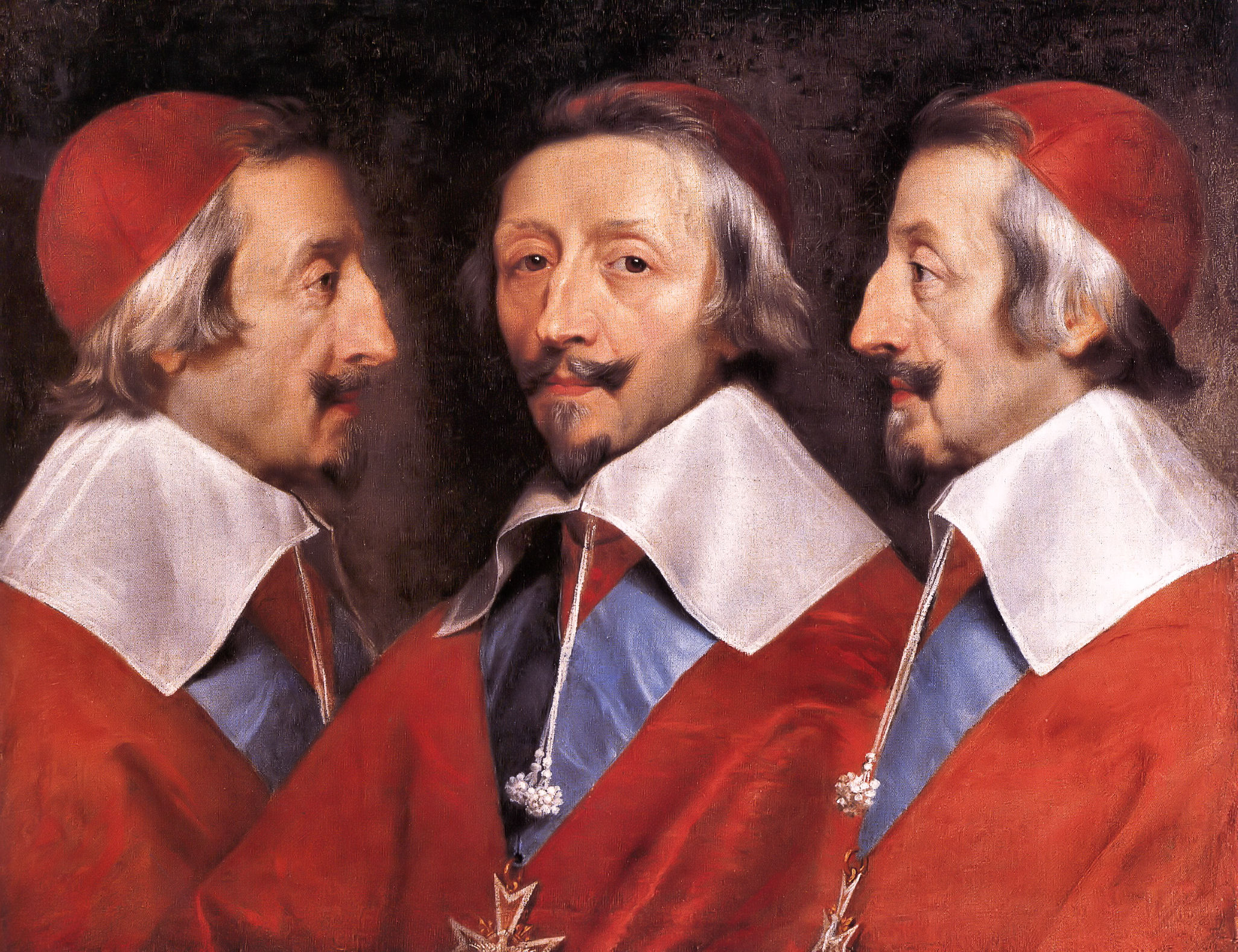
Triplo ritratto del cardinale de Richelieu, di Philippe de Champaigne (1637 o 1642), National Gallery, Londra

Il 29 aprile 1624 rientrò a far parte ufficialmente del consiglio del re e fu quindi primo ministro, cominciando subito a operare per il perseguimento dei suoi obiettivi politici. La sua abilità gli consentì di mantenere un certo equilibrio fra i filo-spagnoli, guidati da Maria de' Medici e il cui nucleo era detto Parti devot (il partito dei devoti), e gli anti-spagnoli come lo stesso re, guidati da François Dorval-Langlois de Fancan, operando così in modo da ridurre lo strapotere delle famiglie dell'alta nobiltà francese, sempre gelose della loro indipendenza dalla corona e del corrispondente potere.

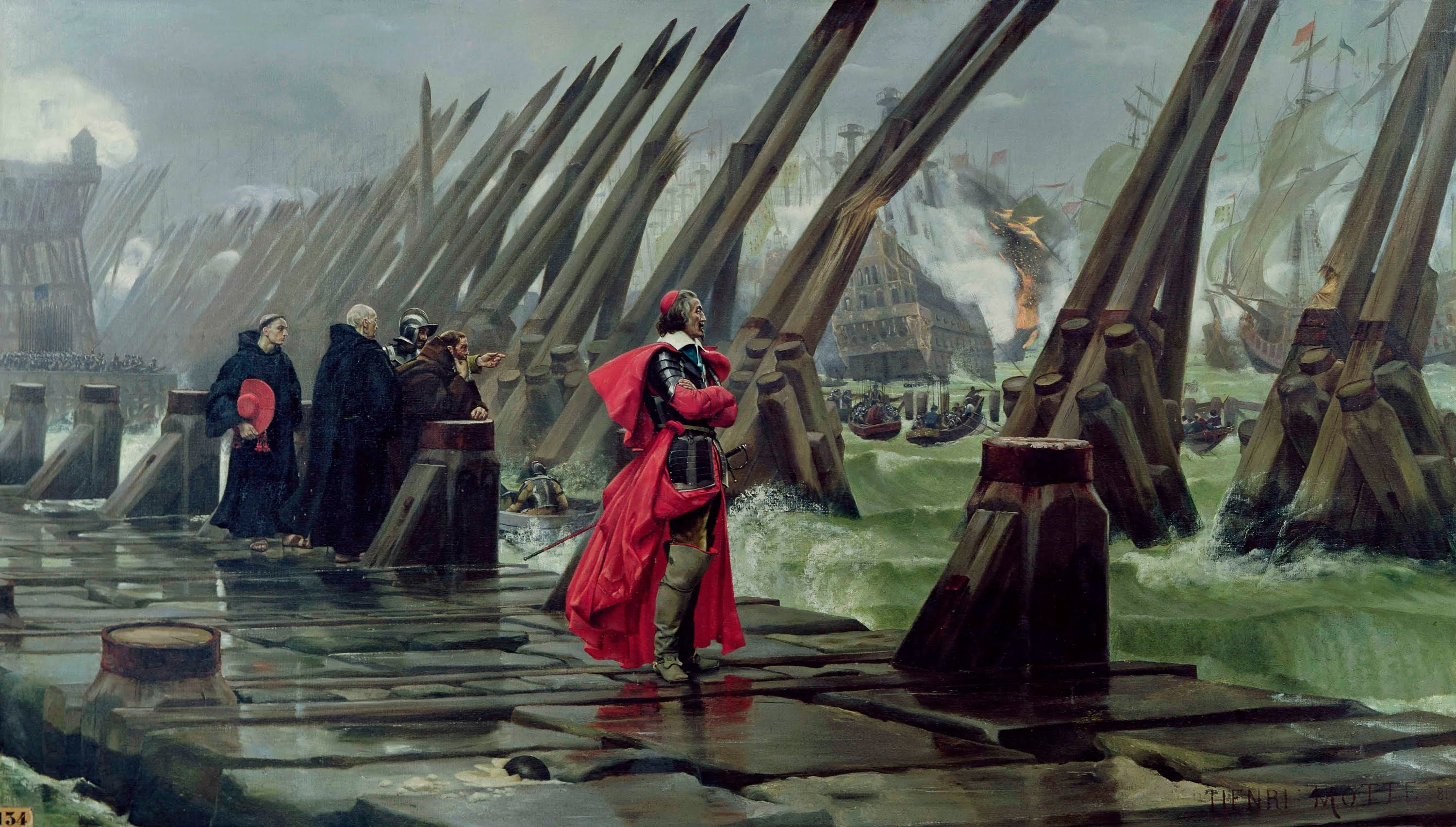
Richelieu all'assedio di La Rochelle di Henri-Paul Motte, 1881

Affrontò il problema della Valtellina, intimando al papa lo sgombero delle truppe dai relativi castelli, ma per non inimicarsi i filo-spagnoli, finì col lasciare che la valle diventasse autonoma e le truppe spagnole alleate del pontefice continuassero a presidiarle. Per eliminare il problema dell'autonomia degli ugonotti, i quali, resi forti dalla disponibilità delle piazzeforti concesse loro ancora dall'editto di Nantes (emanato da Enrico IV di Borbone dopo essersi convertito al cattolicesimo), costituivano una specie di stato nello Stato, seguì gli indirizzi del partito dei devoti e pose l'assedio alla fortezza più munita, quella di La Rochelle (la principale tra quelle ugonotte, associata a un porto sull'Atlantico), che venne conquistata nel 1628 dopo un assedio durato 14 mesi, a cui egli prese parte: per interrompere il flusso di aiuti che giungevano agli assediati via mare dall'Inghilterra, Richelieu fece costruire una grossa diga che sbarrava la baia naturale antistante, bloccando così l'accesso delle navi al porto e quindi distruggendo anche l'intensa attività commerciale che aveva fatto la fortuna degli abitanti di La Rochelle. Il duca di Richelieu, però, scelse di non infierire contro i vinti, dimostrando così la sua lungimiranza politica: nel 1629 concesse agli ugonotti la libertà di culto con l'editto di grazia.
Nel marzo del 1629, d'accordo con il re Luigi XIII, intervenne militarmente in Italia per sostenere i diritti di Carlo di Nevers e Rethel sul ducato di Mantova (guerra di successione di Mantova e del Monferrato), andando così contro il volere di Maria de' Medici. Nello stesso anno, tuttavia, affrontò la ribellione ugonotta in Linguadoca, sottomettendo i ribelli, ma facendo loro concedere dal re la grazia con la pace di Alais, che sanciva la supremazia della corona e toglieva definitivamente le ultime piazzeforti, e i relativi privilegi politici, agli ugonotti.
Costrinse quindi il duca di Savoia a lasciare l'alleanza con la Spagna e a schierarsi con i francesi. Nel 1631 concluse un'alleanza con il re di Svezia Gustavo II Adolfo in funzione antimperiale, costringendo l'imperatore a concedere Mantova e il Monferrato a Carlo I di Gonzaga-Nevers e alcuni territori al duca di Savoia. Con il trattato di Cherasco del 7 aprile 1631, al duca di Savoia Vittorio Amedeo I furono assegnati i territori di Trino e di Alba, e alla Francia il sito strategico piemontese di Pinerolo.
Questo aspetto della politica del cardinale si rivelò contrario alla politica di Maria de' Medici, poiché rovesciava l'alleanza spagnola fino ad allora consolidata, per cui la regina cercò di opporsi in ogni modo, ricorrendo anche a un complotto, che non riuscì, contro Richelieu.
Anche nel campo della politica interna Richelieu non fu affatto tenero: per ottenere l'ubbidienza della nobiltà, riottosa ad assoggettarsi agli editti reali, non esitò a far eseguire condanne capitali ai danni di molti aristocratici. Fece anche distruggere più di 2000 castelli che non riteneva fondamentali per la difesa del territorio francese, sostituì molti coronati presenti nel consiglio del re con personaggi di più umile estrazione, e infine vietò i duelli, molto frequenti in quel periodo.

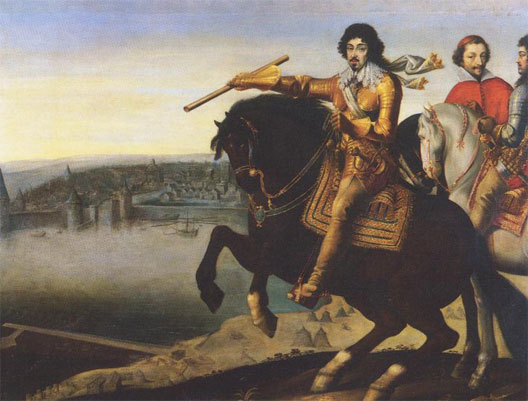
Re Luigi XIII e il cardinale Richelieu a La Rochelle

In definitiva il carattere assolutista della monarchia venne molto accentuato sotto la direzione del cardinale. Oltre che della direzione politica del regno si occupò anche della parte economica, ristabilendo l'ordine nelle finanze reali, aumentando la pressione fiscale (soprattutto della "taglia", imposta che gravava quasi unicamente sulle campagne). Con lui, la Bastiglia divenne prigione di Stato dove rinchiudere gli avversari politici. Anche l'ormai vecchio duca di Sully si sottomise ai suoi voleri.
Accelerò inoltre l'espansione coloniale, spingendo la Francia a proseguire l'occupazione del Canada meridionale (Nouvelle France), varie isole nelle Antille (Martinica, la Guadalupa, Saint-Domingue), la Guyana e il Senegal. Durante la sua direzione nacque anche una forte marina militare e, dal punto di vista della cultura, bisogna ricordare la fondazione dell'accademia francese delle scienze nel 1635, la creazione di una preziosa biblioteca nel suo palazzo di Place Royale in Parigi (assorbita poi dalla Biblioteca nazionale francese) e ricche collezioni d'arte, andate successivamente disperse fra diversi proprietari e in parte perdute.
Nel 1631, all'apice della sua carriera politica, riuscì a ottenere dal re anche l'autorizzazione a costruire un castello e un borgo con il suo nome (tuttora chiamato Richelieu), considerato ancor oggi come un capolavoro dell'urbanistica europea del XVII secolo. Nel 1635 fu nominato abate commendatario dell'abbazia di Cluny e dell'abbazia di Cîteaux, cariche che tenne fino alla morte avvenuta nel 1642 per tubercolosi polmonare. Non molto amato dal suo popolo, riuscì anche a raccomandare al re la scelta del cardinale Giulio Mazzarino come suo successore.

### Morte

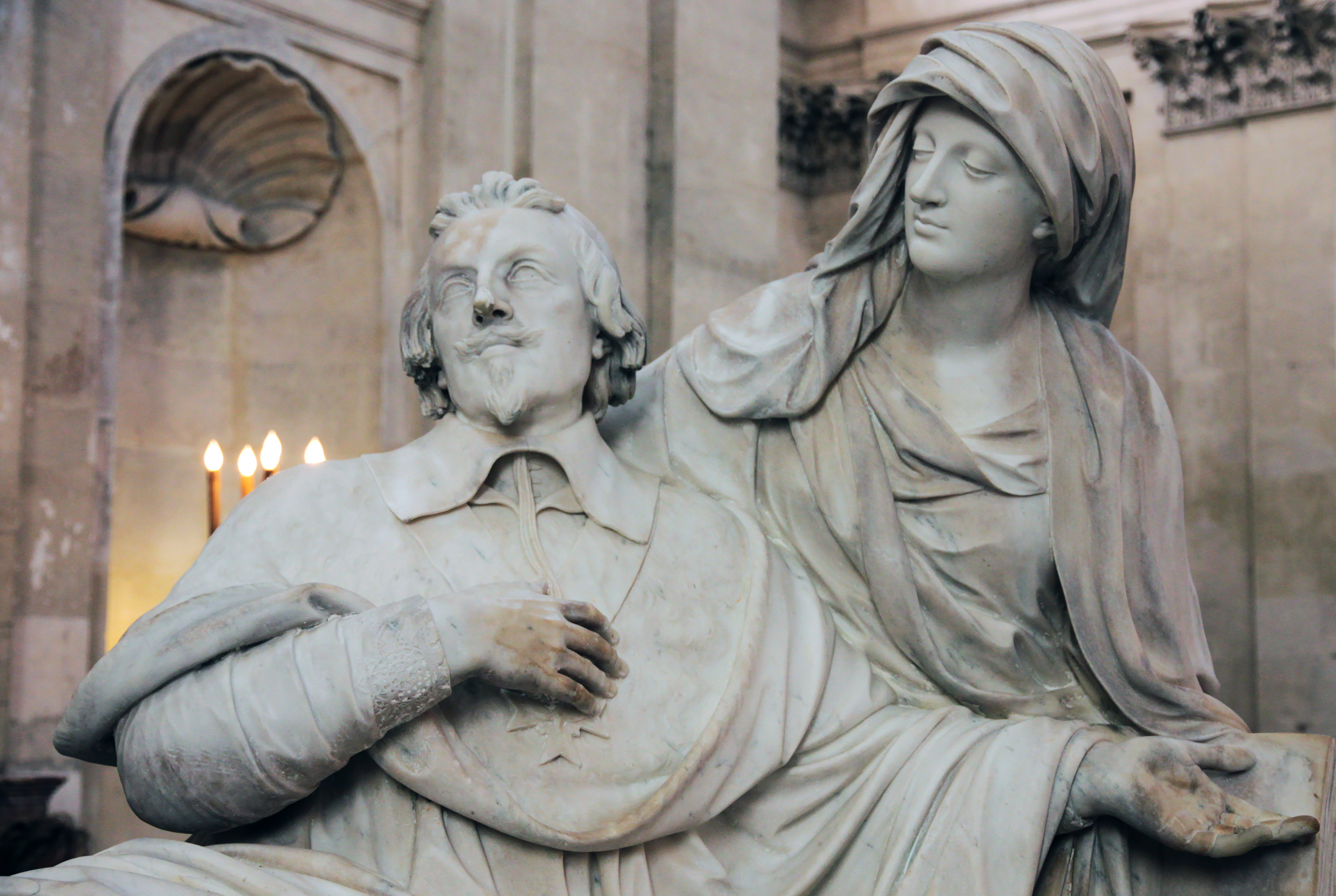
Tomba di Richelieu scolpita da François Girardon, cappella della Sorbona, Parigi

Il cardinale di Richelieu riservava ai gatti addirittura alcuni luminosi locali del suo appartamento e, quando morì, lasciò nel testamento una somma di denaro perché i suoi beniamini potessero continuare a vivere in dignità.
La sua tomba è visibile nella chiesa della Sorbona, a Parigi.

## Genealogia episcopale
La genealogia episcopale è:
- Cardinale Anne de Perusse d'Escars de Giury, O.S.B.
- Cardinale Armand-Jean du Plessis de Richelieu

## Le congiure
Durante il lungo periodo di esercizio del potere Richelieu fu oggetto di numerosi tentativi di venir esautorato o addirittura fisicamente eliminato.
- Nell'agosto 1626 fu ordita una cospirazione ai suoi danni dal fratello minore del re, Gastone d'Orléans, dal conte di Chalais, Henri de Talleyrand-Perigord, e da altri detta cospirazione di Chalais, che terminò con il perdono del re al fratello e l'esecuzione capitale del conte di Chalais.
- A novembre del 1630 Maria de' Medici, insieme con il figlio Gastone d'Orléans e ad altri membri della nobiltà (il cosiddetto parti dévot, cioè partito devoto), contrariata dalla politica anti-spagnola del cardinale, ordì un complotto che consisteva nel far disapprovare al re il piano di alleanze con i paesi protestanti contro gli Asburgo, per far cadere l'autore in disgrazia di fronte al monarca stesso. La congiura parve riuscire in un primo momento, ma successivamente Richelieu, venutone a conoscenza, riuscì in un colloquio con Luigi XIII a convincerlo a ritornare sulle sue decisioni e a punire i congiurati. L'epilogo si ebbe l'11 novembre 1630, quando la posizione dei nemici del cardinale fu rovesciata, Richelieu fu confermato nella sua carica di primo ministro e la regina madre mandata in esilio. Quel giorno passò alla storia con il nome di giornata degli ingannati (journée des dupes).[21]
- Subito dopo Gastone d'Orléans ordì un'altra congiura contro di lui e il fratello, cercando di sollevare contro il potere centrale la provincia di Linguadoca e utilizzando come suo esecutore il governatore duca di Montmorency, che il 22 luglio 1632 proclamò la secessione della Linguadoca dal Regno di Francia. Anche questa congiura, chiusasi dopo un breve scontro militare fra le truppe realiste e i ribelli[22], finì a favore del cardinale: Gastone d'Orléans dovette andare in esilio a Nancy e il duca di Montmorency fu processato e giustiziato per lesa maestà.
- Nel 1636 ebbe luogo un'altra congiura, organizzata dal duca di Montrésor, da Luigi di Borbone-Soissons e dal duca di Guisa, ancora con Gastone d'Orléans come comprimario. La congiura fallì: Borbone-Soissons e il duca di Guisa si rifugiarono a Sedan, principato di cui era signore Federico Maurizio de La Tour d'Auvergne, duca di Bouillon. Questi aveva ottenuto dall'imperatore un esercito di mercenari contro i quali si mosse un'armata francese inviata da Luigi XIII. I francesi furono sconfitti alla piana di Marfée (6 luglio 1641), presso Sedan, ma il duca di Bouillon dovette scendere a patti con il re e gli si sottomise. Soissons perse la vita in battaglia e il duca di Guisa riuscì a rifugiarsi nelle Fiandre.
- Nel 1642 vi fu ancora una congiura, che vedeva dietro le quinte sempre il fratello del re, Gastone. Lo scopo era quello di ripristinare i rapporti con la Spagna sbarazzandosi di Richelieu. Il principale attore fu il marchese di Cinq-Mars e la Spagna ne era informata, tanto da ammassare un esercito per intervenire a sostegno dei congiurati. Intercettata una lettera del Cinq-Mars dalla polizia di Richelieu, il complotto fu sventato e il Cinq-Mars fu processato e decapitato a Lione il 12 settembre di quell'anno.

## Opere
- Ordonnances synodales (1610);
- Brève et facile instruction pour les confesseurs (1610);
- La défense des principaux points de la foi catholique contre la lettre des quatre ministres de Charenton (1617);
- Œuvres théologiques (1647);
- Succincte narration des grandes actions du Roy Louis XIII;
- Mémoires;
- Testament politique.

## Richelieu nella cultura di massa

### Nei film
| Anno | Film                                                                                     | Attore                         | Note                  |
| ---- | ---------------------------------------------------------------------------------------- | ------------------------------ | --------------------- |
| 1911 | The Three Musketeers: Part 2                                                             | Marc McDermott                 | Cortometraggio        |
| 1912 | La rivale de Richelieu                                                                   | Auguste Volny                  |                       |
| 1912 | Les trois mousquetaires                                                                  | Philippe Garnier               |                       |
| 1914 | Cardinal Richelieu's Ward                                                                | James Cruze                    |                       |
| 1914 | Richelieu                                                                                | Murdock MacQuarrie             |                       |
| 1916 | I tre moschettieri (The Three Musketeers)                                                | Walt Whitman                   |                       |
| 1919 | Madame du Barry                                                                          | Fred Immler                    |                       |
| 1920 | Il carnefice rosso (Der rote Henker)                                                     | Magnus Stifter                 |                       |
| 1920 | Ninon de Lenclos                                                                         | Hans Lackner                   |                       |
| 1921 | I tre moschettieri (The Three Musketeers)                                                | Nigel De Brulier               |                       |
| 1921 | Les trois mousquetaires                                                                  | Édouard de Max                 |                       |
| 1922 | Vingt ans après                                                                          | Édouard de Max                 |                       |
| 1923 | Under the Red Robe                                                                       | Robert B. Mantell              |                       |
| 1926 | Bardelys il magnifico (Bardelys the Magnificent)                                         | Edward Connelly                |                       |
| 1929 | La maschera di ferro (The Iron Mask)                                                     | Nigel De Brulier               |                       |
| 1932 | Les trois mousquetaires                                                                  | Samson Fainsilber              |                       |
| 1934 | Madame du Barry                                                                          | Osgood Perkins                 |                       |
| 1935 | Il cardinale Richelieu (Cardinal Richelieu)                                              | George Arliss                  |                       |
| 1935 | I tre moschettieri (The Three Musketeers)                                                | Nigel De Brulier               |                       |
| 1937 | Il manto rosso (Under the Red Robe)                                                      | Raymond Massey                 |                       |
| 1939 | D'Artagnan e i tre moschettieri (The Three Musketeers)                                   | Miles Mander                   |                       |
| 1939 | La maschera di ferro (The Man in the Iron Mask)                                          | Nigel De Brulier Howard Brooks |                       |
| 1945 | Los tres mosqueteros                                                                     | Miguel Moya                    |                       |
| 1946 | Spade al vento (Le capitan)                                                              | Georges Marny                  |                       |
| 1947 | Monsieur Vincent                                                                         | Aimé Clariond                  |                       |
| 1948 | I tre moschettieri (The Three Musketeers)                                                | Vincent Price                  |                       |
| 1950 | Cirano di Bergerac (Cyrano de Bergerac)                                                  | Edgar Barrier                  |                       |
| 1950 | The Three Musketeers, episodio della serie The Magnavox Theatre                          | Paul Cavanagh                  |                       |
| 1952 | I figli dei moschettieri (At Sword's Point)                                              | Reginald Sheffield             |                       |
| 1952 | The Three Musketeers, episodio della serie How Does It End?                              | William Devlin                 |                       |
| 1953 | Les quatre mousquetaires                                                                 | Edmond Tamiz                   | Cortometraggio        |
| 1953 | Fate largo ai moschettieri! (Les 3 Mousquetaires)                                        | Renaud Mary                    |                       |
| 1954 | Versailles (Si Versailles m'était conté)                                                 | Maurice Tillier                |                       |
| 1954 | Madame du Barry                                                                          | Denis d'Inès                   |                       |
| 1954 | The Three Musketeers                                                                     | William Devlin                 | Serie TV              |
| 1956 | Si Paris nous était conté                                                                | Jacques Dumesnil               |                       |
| 1957 | Os três Mosqueteiros                                                                     | Turíbio Ruiz                   | Serie TV              |
| 1959 | Les trois mousquetaires                                                                  | Pierre Asso                    | Film TV               |
| 1960 | Family Classics: The Three Musketeers                                                    | Vincent Price                  | Film TV               |
| 1961 | I tre moschettieri (Les trois mousquetaires: Première époque - Les ferrets de la reine)  | Daniel Sorano                  |                       |
| 1961 | La vendetta dei moschettieri (Les trois mousquetaires: Tome II - La vengeance de Milady) | Daniel Sorano                  |                       |
| 1962 | Il colpo segreto di d'Artagnan                                                           | Massimo Serato                 |                       |
| 1962 | La conjuration de Cinq-Mars, episodio della serie La caméra explore le temps             | Pierre Asso                    |                       |
| 1963 | I quattro moschettieri                                                                   | Peppino De Filippo             |                       |
| 1963 | Zorro e i tre moschettieri                                                               | Nerio Bernardi                 |                       |
| 1964 | Biblioteca di Studio Uno: I tre moschettieri                                             | Gino Cervi                     | Film TV               |
| 1964 | Cyrano e d'Artagnan (Cyrano et d'Artagnan)                                               | Rafael Rivelles                |                       |
| 1967 | The Three Musketeers                                                                     | Richard Pasco                  | Serie TV              |
| 1967 | Le fabuleux grimoire de Nicolas Flamel, episodio della serie Le tribunal de l'impossible | Georges Riquier                |                       |
| 1968 | De drie Musketiers                                                                       | François Bernard               | Film TV               |
| 1969 | The Three Musketeers                                                                     | Leo Ciceri                     | Film TV               |
| 1969 | Les ferrets, episodio della serie D'Artagnan                                             | Raymond Jourdan                |                       |
| 1971 | Los tres mosqueteros                                                                     | Alejandro Ulloa                | Serie TV              |
| 1971 | I diavoli (The Devils)                                                                   | Christopher Logue              |                       |
| 1973 | I tre moschettieri (The Three Musketeers)                                                | Charlton Heston                |                       |
| 1974 | Milady - I quattro moschettieri (The Four Musketeers)                                    | Charlton Heston                |                       |
| 1974 | Più matti di prima al servizio della regina (Les quatre Charlots mousquetaires)          | Bernard Haller                 | Film commedia         |
| 1974 | Cyrano, episodio della serie ABC Afterschool Specials                                    | John Stephenson                |                       |
| 1974 | Les trois mousquetaires                                                                  | Philippe Clay (voce)           | Film d'animazione     |
| 1974 | Cinque matti alla riscossa (Les Charlots en folie: À nous quatre Cardinal!)              | Bernard Haller                 | Film commedia         |
| 1974 | La cité crucifiée                                                                        | Jacques Maury                  | Film TV               |
| 1976 | Panache                                                                                  | Joseph Ruskin                  | Film TV               |
| 1976 | Les mystères de Loudun                                                                   | Jean-Marie Galey               | Film TV               |
| 1977 | D'Artagnan amoureux                                                                      | Henri Virlojeux                | Serie TV              |
| 1977 | Rubens, schilder en diplomaat                                                            | Martin Van Zundert             |                       |
| 1977 | Richelieu                                                                                | Pierre Vernier                 | Miniserie TV          |
| 1978 | Ce diable d'homme                                                                        | Georges Descrières             | Serie TV              |
| 1978 | Mazarin                                                                                  | Pierre Vernier                 | Serie TV              |
| 1979 | Les trois mousquetaires ou L'escrime ne paie pas                                         | Jean Danet                     | Film TV               |
| 1979 | D'Artanyan i tri mushketyora                                                             | Aleksandr Trofimov             | Film TV               |
| 1981 | Cinq-Mars                                                                                | Georges Marchal                | Film TV               |
| 1983 | Richelieu ou La journée des dupes                                                        | Didier Sandre                  | Film TV               |
| 1983 | La loca historia de los tres mosqueteros                                                 | Antonio Ozores                 | Film commedia         |
| 1986 | I tre moschettieri (The Three Musketeers)                                                | Noel Ferrier (voce)            | Film TV d'animazione  |
| 1987 | D'Artagnan e i moschettieri del re (Anime san jushi)                                     | Nobuo Tanaka (voce)            | Serie TV d'animazione |
| 1989 | La comtesse de Charny                                                                    | Bernard Dhéran                 | Miniserie TV          |
| 1991 | I tre moschettieri                                                                       | Sergio Vastano                 | Film TV               |
| 1991 | D'Artagnan                                                                               | Yann Babilée                   | Film TV               |
| 1993 | I tre moschettieri (The Three Musketeers)                                                | Tim Curry                      |                       |
| 1999 | Three Musketeers                                                                         | Tobias Anderson                | Uscito in home video  |
| 2000 | M.K.3                                                                                    | Peter Woodward                 | Film TV               |
| 2001 | Young Blades                                                                             | Ben Cross                      |                       |
| 2001 | D'Artagnan (The Musketeer)                                                               | Stephen Rea                    |                       |
| 2003 | 3 musketiers - De musical                                                                | Stanley Burleson               | Uscito in home video  |
| 2004 | Milady                                                                                   | Martin Lamotte                 | Film TV               |
| 2005 | D'Artagnan e i tre moschettieri (D'Artagnan et les trois mousquetaires)                  | Tchéky Karyo                   |                       |
| 2005 | De tre musketerer                                                                        | Niels Olsen (voce)             | Film d'animazione     |
| 2009 | La regina e il cardinale (La reine et le cardinal)                                       | Rufus                          | Film TV               |
| 2009 | Louis XV, le soleil noir                                                                 | François Berland               | Film TV               |
| 2011 | I tre moschettieri (The Three Musketeers)                                                | Christoph Waltz                |                       |
| 2014 | Richelieu: La pourpre et le sang                                                         | Jacques Perrin                 | Film TV               |
| 2014 | The Musketeers                                                                           | Peter Capaldi                  | Serie TV              |